# Filip Jonker

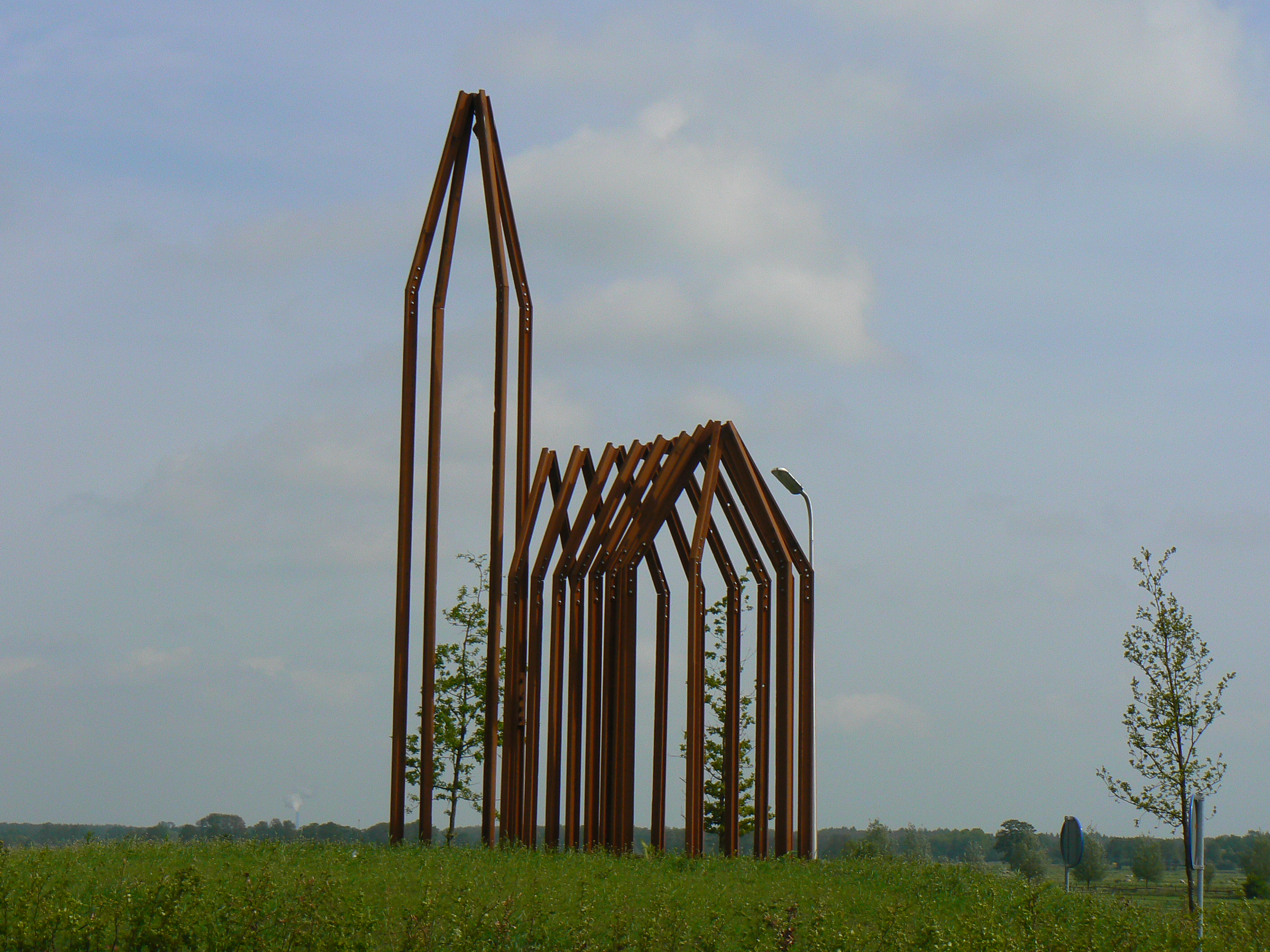
De kerk op de rotonde, Hoogeveen

Filip Jonker (Rotterdam, 1980) is een Nederlandse beeldhouwer en installatiekunstenaar.

## Leven en werk
Jonker studeerde van 2002 tot 2006 aan de kunstacademie ArtEZ Art & Design Enschede (AKI) in Enschede en woont en werkt in dezelfde stad. Hij was in 2010 docent aan de ArtEZ.
Jonker bouwde in 2010 een sleepboot van honingraatkarton, Cardboard Tugboat de Furie, waarmee hij een reis van het Twentekanaal naar het St. Catherine's Dock in Londen maakte. De oversteek van Rotterdam naar Ramsgate duurde twintig uur. De Furie maakte in Londen onderdeel uit van het Thames Festival en werd na terugkeer in Nederland geëxposeerd in het Rijksmuseum Twenthe.
Als ontwerpersduo Loos.fm ontwierpen Filip Jonker en architect Michiel de Wit in 2011 een tijdelijk paviljoen in de publieke ruimte voor het Grenswerkfestival., de "Legokerk", werd op ruim 50 internationale blogs besproken.
In 2012 voerde Jonker een werkperiode uit in het Europees Keramisch Werkcentrum en maakte 's werelds eerste keramische auto: de Dante GT ceramic.

## Enkele werken in de openbare ruimte
- Golf (2005), Almelo
- Muurschildering (2007), Enschede
- Caféinterieur (2007), Berlijn
- De kerk op de rotonde (2007/08), Hoogeveen
- Concrete grand piano's (2008), Wierden

## Groepsexposities (selectie)
- De Kunstvlaai (2004), Westergasfabriek in Amsterdam
- Wimbledon School of Art (2005) in Londen
- Grounds for Sculpture (2006), Hamilton (New Jersey)
- Palmfiction (2008), Berlijn
- Jeune Création (2009), Parijs
- Sculpture by the Sea (2010), Sydney